# Broken Lance
Broken Lance (br: Lança partida / pt: A lança quebrada) é um filme estadunidense de 1954, do gênero faroeste, dirigido por Edward Dmytryk e com produção de Sol C. Siegel.
Realizado em CinemaScope, o filme é um remake de House of Strangers (1949) (br: Sangue do meu sangue), transpondo-se o drama de uma familia de imigrantes italianos para a de uma família texana do Velho Oeste.
O roteiro é de Richard Murphy, baseado em história de Philip Yordan e na novela de Jerome Weidman chamada I'll Never Go There Any More.

## Sinopse

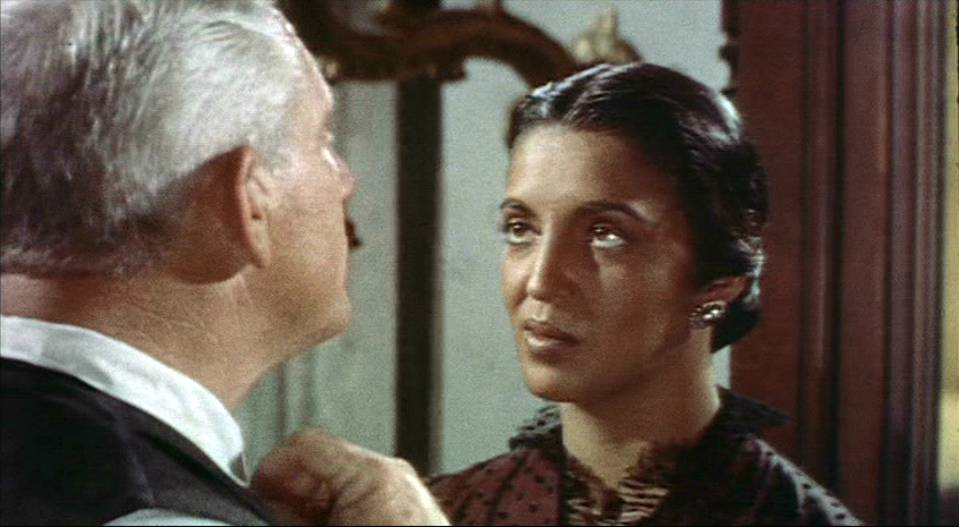
Spencer Tracy e Katy Jurado em cena do trailer do filme

O jovem caubói Joe Devereaux sai da prisão e volta para a casa abandonada de seus pais. E recorda dos eventos passados, de como seu pai era um poderoso rancheiro que casou como uma índia, sua mãe. E como ele entrou em conflito com mineradores de cobre, que poluíam os rios e prejudicavam o gado. Atacando as instalações dos mineradores, seu pai foi processado e Joe teve que assumir a culpa, ficando preso por vários anos. Enquanto Joe esteve na prisão, seu pai perdeu o controle sobre os três outros irmãos mais velhos. Eles largaram o gado, abandonaram a sua mãe e não tentaram tirá-lo da prisão. E agora os irmãos temem que Joe se vingue deles, como era o desejo de seu pai.

## Elenco principal
- Spencer Tracy .... Matt Devereaux
- Robert Wagner .... Joe Devereaux
- Jean Peters .... Barbara
- Richard Widmark .... Ben Devereaux
- Katy Jurado .... Señora Devereaux
- Hugh O'Brian .... Mike Devereaux
- Edmund Cobb (não-creditado)

## Principais prêmios e indicações
- O filme recebeu o Oscar de melhor roteiro adaptado (Philip Yordan).
- Katy Jurado foi indicada ao Oscar de melhor atriz coadjuvante.